# Donji Hrastovac
Donji Hrastovac is een plaats in de gemeente Sunja in de Kroatische provincie Sisak-Moslavina. De plaats telt 240 inwoners (2001).